# 김종명 (축구 선수)
김종명(한국 한자: 金鍾明, 1990년 3월 7일 ~ )은 대한민국의 전 축구 선수이며, 포지션은 수비수였다.